# Alberto Paloschi
Alberto Paloschi (Chiari, 4 de janeiro de 1990) é um futebolista italiano. Atualmente está sem clube.

## Carreira

### Milan
Teve seu primeiro jogo como profissional contra o Genoa, pela Copa da Itália, no dia 20 de dezembro de 2007, marcando ainda um gol na vitória por 4 a 0.

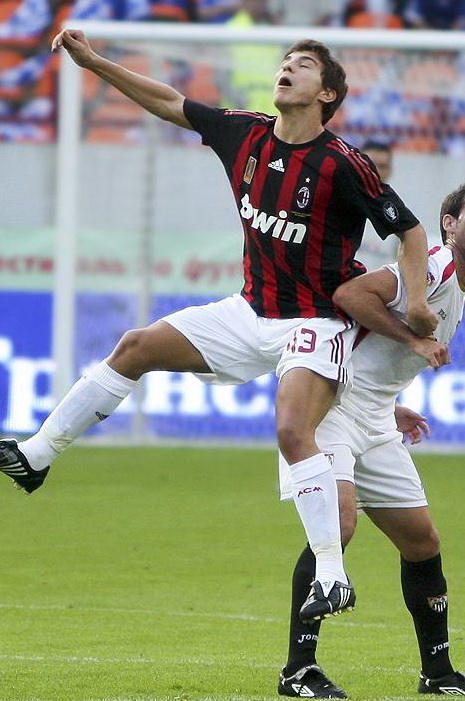
Paloschi atuando pelo Associazione Calcio Milan

Marcou seu primeiro gol pela Série A, em seu primeiro jogo, na vitória sobre o Siena por 1 a 0

### Parma FC
No dia 27 de agosto de 2008, Paloschi foi comprado em co-propriedade pelo Parma.
Apesar de um início promissor no Parma, quando marcou em sua primeira temporada doze vezes em 39 partidas, acabou sofrendo uma grave lesão na segunda, onde conseguiu marcar apenas quatro vezes em dezoito partidas. Por conta da lesão, acabou perdendo sua vaga no time, sendo apenas um reserva e, tendo atuando apenas uma vez em sua terceira temporada no clube, fora contratado em 26 de janeiro de 2011 pelo Genoa, novamente com em co-propriedade.

### Chievo Verona
Dia 30 de janeiro 2015, depois de 4 temporadas, 152 jogos e 45 gols pelo Chievo, foi contratado pelo Swansea por quatro temporadas pelo valor de 8 milhões de libras